# Резаи, Гасем
Гасем Резаи (перс. قاسم رضایی‎; 18 августа 1985, Амоль, Иран) — иранский борец греко-римского стиля, олимпийский чемпион 2012 года, трёхкратный призёр чемпионатов мира, двукратный чемпион Азии.

## Биография
В 2004 году победил на чемпионате Азии среди юниоров, в 2005 году был вторым на чемпионате мира среди юниоров, а на чемпионате мира среди взрослых был лишь 27-м. В 2006 году завоевал бронзовую медаль чемпионата Азии среди взрослых и был пятым на Золотом Гран-при. В этом году перешёл из полутяжёлого веса в тяжёлый. В 2007 году завоевал «серебро» на Кубке мира и «бронзу» на чемпионате мира. На мемориале Дана Колова и Николы Петрова в Софии был лишь седьмым. В 2008 году стал чемпионом Азии
На Летних Олимпийских играх 2008 года в Пекине боролся в категории до 96 кг (тяжёлый вес). В турнире участвовали 19 человек. Турнир проводился по системе с выбыванием после поражения с утешительными схватками. Резаи начинал с квалификационных схваток и в первой же встрече проиграл по последнему оцененному действию. Его победитель в дальнейшем тоже проиграл, и Резаи выбыл из турнира, заняв 16-е место.
| Круг         | Соперник          | Страна | Результат | Основание     | Время схватки |
| ------------ | ----------------- | ------ | --------- | ------------- | ------------- |
| Квалификация | Миндаугас Езеркис | Литва  | Поражение | 1-1, 2-1, 1-1 | 6:00          |

В 2009 году занял третье место на розыгрыше Кубка имама Ядегара, в 2010 году восьмое на турнире Vehbi-Emre и розыгрыше Кубка имама Ядегара и в общем-то оставил большую борьбу. Но в 2011 году был вновь привлечён к сборной, так как два ведущих иранских борца были дисквалифицированы за допинг. В 2011 году победил на тестовом турнире FILA и предолимпийском квалификационном турнире.
На летних Олимпийских играх 2012 года в Лондоне боролся в категории до 96 килограммов (тяжёлый вес). В турнире участвовали 19 человек. Регламент турнира и правила остались прежними. На этот раз Гасем Резаи сумел победить всех соперников и стать олимпийским чемпионом. В финале он победил российского спортсмена Руслана Тотрова.
В российской прессе это описывалось так:

Мощный иранец с первых секунд схватки старался вытолкнуть оппонента из центра ковра. Тотров умело сдерживал натиск, и первые полторы минуты встречи завершились безрезультатно. Резаи получил право на атаку, россиянин сумел устоять, подняться в стойку, но иранец в спорной ситуации вытолкнул его за ковер (1:0). Протест россиян не изменил решения судей, добавив сопернику ещё один балл (2:0). Второй раунд вновь прошёл в равной борьбе. Уже Тотров имел возможность для проведения атаки, но Резаи сумел отразить все выпады россиянина и добился победы.— http://sport.bigmir.net/sport/olympiad/results/1552686-Iranskij-borec-Gasem-Rezaei-zavoeval-zoloto-Olimpiady-2012
Руслан Тотров прокомментировал поражение:

— Вначале он (Гасем Резаи) полностью закрылся и не давал мне сделать захват, а потом, когда я все-таки сделал его, он уполз на край ковра. Мне пришлось рисковать, но не получилось. Он не давал мне особых вариантов.— http://www.sports.ru/others/wrestling/142544162.html
| Круг       | Соперник        | Страна  | Результат | Основание     | Время схватки |
| ---------- | --------------- | ------- | --------- | ------------- | ------------- |
| 1/8 финала | Дженк Ильдем    | Турция  | Победа    | 0-2, 1-0, 2-0 | 6:00          |
| 1/4 финала | Артур Алексанян | Армения | Победа    | 2-0, 1-0      | 4:00          |
| 1/2 финала | Джуниор Эстрада | Куба    | Победа    | 2-0, 1-0      | 4:00          |
| Финал      | Рустам Тотров   | Россия  | Победа    | 2-0, 1-0      | 4:00          |